# Tredje kärleken
Tredje kärleken från 2005, är fortsättningen på Monica Zaks bok Alex Dogboy.